# Kruishoutem
Kruishoutem è un comune belga di 8 121 abitanti, situato nella provincia fiamminga delle Fiandre Orientali.